# Nosferatu (film fra 2024)
Nosferatu er en amerikansk gyserfilm fra 2024 instrueret af Robert Eggers, som også har skrevet filmens manuskript. Filmen er en genindspilning af den tyske stumfilm af samme navn, som havde biografpremiere i 1922. Den originale version af filmen er til gengæld baseret på bogen Dracula fra 1897 af Bram Stoker.
Filmens mandlige hovedrolle spilles af Bill Skarsgård og den kvindelige hovedrolle spilles af Lily-Rose Depp.

## Medvirkende
- Bill Skarsgård - Grev Orlok
- Nicholas Hoult - Thomas Hutter
- Lily-Rose Depp - Ellen Hutter
- Aaron Taylor-Johnson - Friedrich Harding
- Emma Corrin - Anna Harding
- Willem Dafoe - Professor Albin Eberhart von Franz
- Simon McBurney - Herr Knock
- Ralph Ineson - Dr. Wilhelm Sievers